# Canning (Nowa Szkocja)
Canning (pierwotnie Apple Tree Landing, następnie do 1830 Habitant Corner) – wieś (village) w kanadyjskiej prowincji Nowa Szkocja, w hrabstwie Kings, nad rzeką Habitant River, miejscowość spisowa (designated place). Według spisu powszechnego z 2016 obszar miejscowości spisowej to: 1,86 km², a zamieszkiwało wówczas ten obszar 731 osób (gęstość zaludnienia 392,2 os./km²).
Miejscowość, którą pierwotnie nazywano Apple Tree Landing (od sadów pozostałych tutaj po wysiedlonych Akadyjczykach), następnie zaś Habitant Corner ze względu na położenie geograficzne, od 1830 określano na cześć George’a Canninga (w wyniku decyzji podjętej na publicznym zgromadzeniu) mianem współcześnie używanym.